# Église Saint-Martin d'Oisemont
Pour les articles homonymes, voir Église Saint-Martin.
L'église Saint-Martin d'Oisemont est située à Oisemont, dans le département de la Somme, à l'ouest d'Amiens.

## Historique
Une église paroissiale fut construite à Oisemont au XIIe siècle, elle fut restaurée en 1808. Elle possédait un portail de style roman et un clocher haut de 42 m comme le montre une aquarelle d'Oswald Macqueron de 1860.
Le 5 février 1953, la nef s’effondra à cause de l'instabilité du sol et la présence de muches. Mr François Poirel, Mr Marcy et l'abbé de l'époque étaient en train de déplacer une statue lors de l'effondrement. Ils en sont sortis indemnes (Évènement raconté par les trois miraculés).
La restauration de l'édifice étant jugée impossible, une nouvelle église fut construite en brique et inaugurée le 24 mars 1960,.

## Caractéristiques
Construit en brique selon un plan parallélépipédique, l'édifice offre une architecture d'une grande sobriété. Le portail, très simple, est surmonté d'une grande croix blanche.
L'intérieur est décoré de sculptures, il possède un confessionnal en bois sculpté et un orgue de tribune du début du XXe siècle de Jules Anneessens, récupéré dans l'ancienne église.

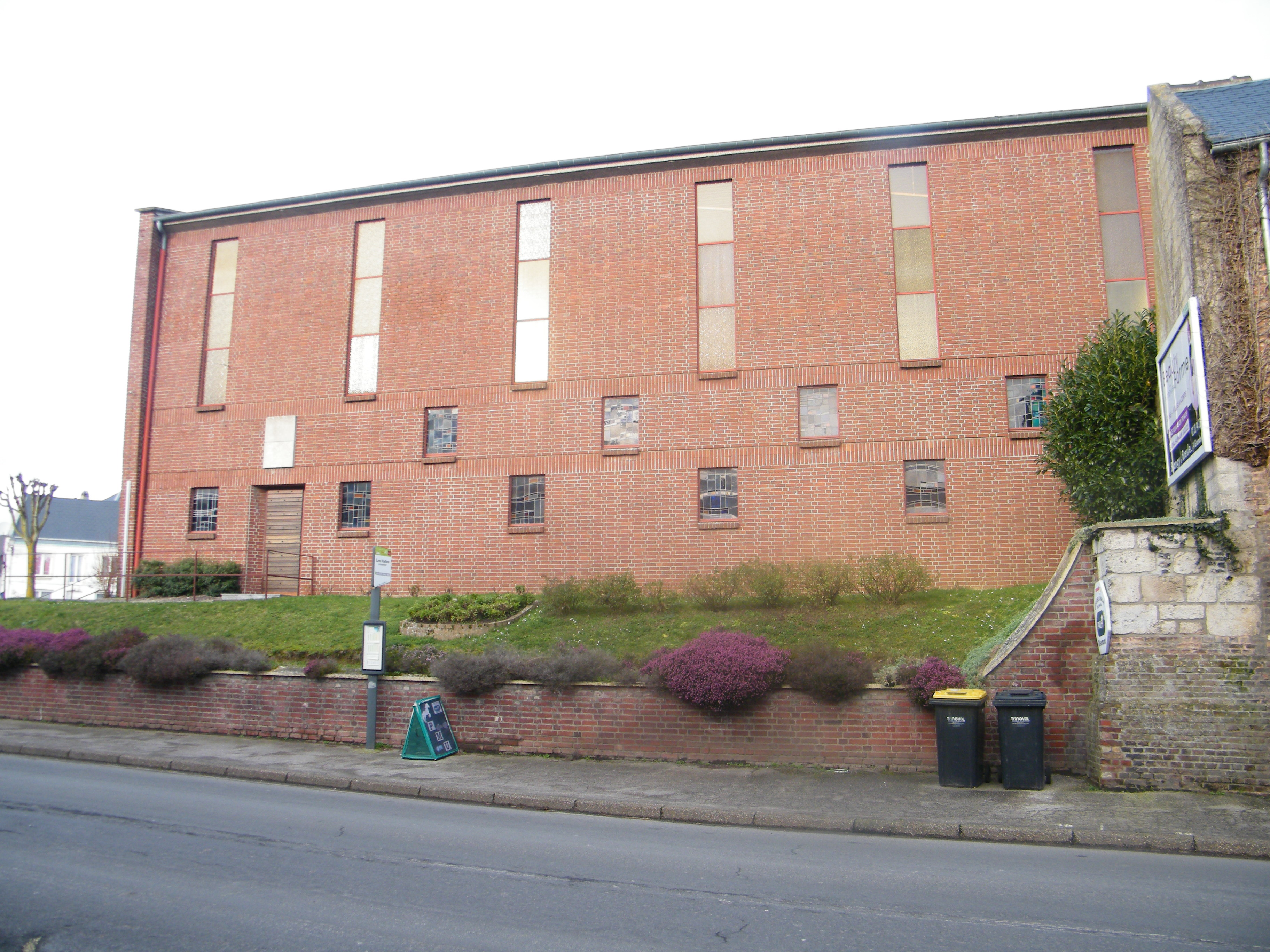
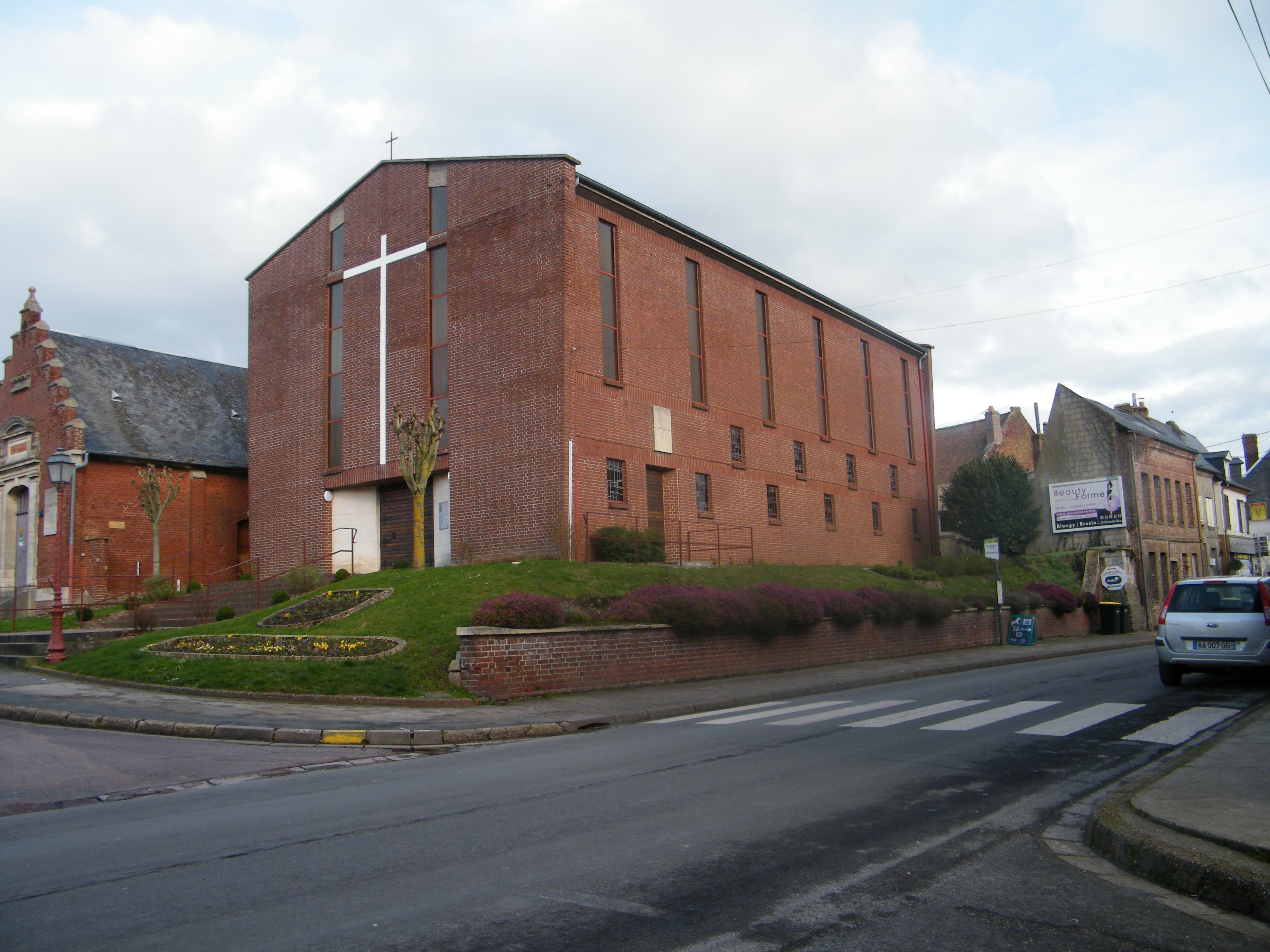